# 마호로 역 다다 심부름집
《마호로 역 다다 심부름집》(일본어: まほろ駅前多田便利軒)은 미우라 시온의 일본 소설이자 이를 원작으로 한 만화, 영화이다. 제135회 나오키상을 수상했다.

## 개요
원작 소설은 《별책 문예 춘추》 제255호부터 제260호까지 연재되었으며 2006년 3월에 단행본으로 출판되었다. 이를 원작하는 만화를 야마다 유기가 포푸라샤의 《피아닛시모》에 연재했으나 잡지의 휴간으로 중단되었다가 2010년부터 하쿠센샤의 만화 잡지 《멜로디》로 옮겨 연재하고 있다.

## 줄거리
마호로 시 역 앞 위치한 심부름집 〈다다 심부름집〉. 그 집의 경영자인 다다 게이스케와 그에게 굴러 들어온 교텐 하루히코. 둘은 어딘가 이상하고 수상한 일을 해나가며, 여러 인간 군상을 그려 나간다. 통쾌한 심부름집 이야기.

## 등장인물
다다 게이스케
마호로 역 앞에섯 다다 심부름집이란 심부름집을 경영하는 30대 후반 남자이다. 십수년간 만나지 못했던 교텐과 같이 생활하게 된다. 이혼남이다.
교텐 하루히코
다다의 고등학교 동창이다. 십수년간 만나지 못했던 다다와 다시 만나, 그와 같이 생활하게 된다. 고등학생 시절 오른쪽 새끼손가락을 잘린 적이 있다. 다다와 같은 이혼남이다.
루루·하이시
마호로 역 뒷골목의 유흥가에서 일하는 창녀들.
다무라 유라
다다가 학원에 데려다주는 초등학교 4학년 소년.
미쓰미네 나기코
교텐의 전 부인으로, 의사이다. '하루'라는 딸이 있다.
호시
마호로 역 뒷골목에서 활동하는 남자. 마약 밀매 등을 하고 있지만 미성년자이다.

## 영화
2011년 4월 23일에 개봉됐다. 감독은 오모리 다쓰시이며, 주연은 에이타와 마쓰다 류헤이이다. 캐치프레이즈는 〈컴백, 행복〉, 〈두 이혼남의 통쾌하고 가슴 뜨거워지는 심부름집 이야기〉, 〈도움이 필요할 땐, 고객 서비스도 끝내주는 다다 심부름집에.〉.

### 출연진
- 다다 게이스케 ― 에이타
- 교텐 하루히코 ― 마쓰다 류헤이
- 루루 ― 가타오카 레이코
- 하이시 ― 스즈키 안
- 미쓰미네 나기코 ― 혼조 마나코
- 야마시타 ― 에모토 다스쿠
- 야마다 ― 오모리 나오
- 신짱 ― 마쓰오 스즈키
- 하야사카 ― 기시베 잇토쿠

### 제작진
- 감독·각본 ― 오모리 다쓰시
- 원작 ― 미우라 시온
- 음악 ― 기시다 시게루 (쿠루리)
- 배급 ― 아스믹 에이스

### 주제가
- 쿠루리 〈캬멜〉 (キャメル)

### 수상
- 제85회 키네마 준보 베스트 10 4위[1]